# Malampa
Malampa  – prowincja Vanuatu, obejmująca wyspy położone w środkowej części tego państwa. Jej nazwa pochodzi od początkowych liter trzech głównych wysp tej prowincji: Malakula, Ambrim i Paama. Prowincję o powierzchni 2,8 tys. km² zamieszkiwało w 2009 36,7 tys. osób. Stolicą prowincji jest Lakatoro na wyspie Malakula.